# Internierungslager Kirchberg an der Wild

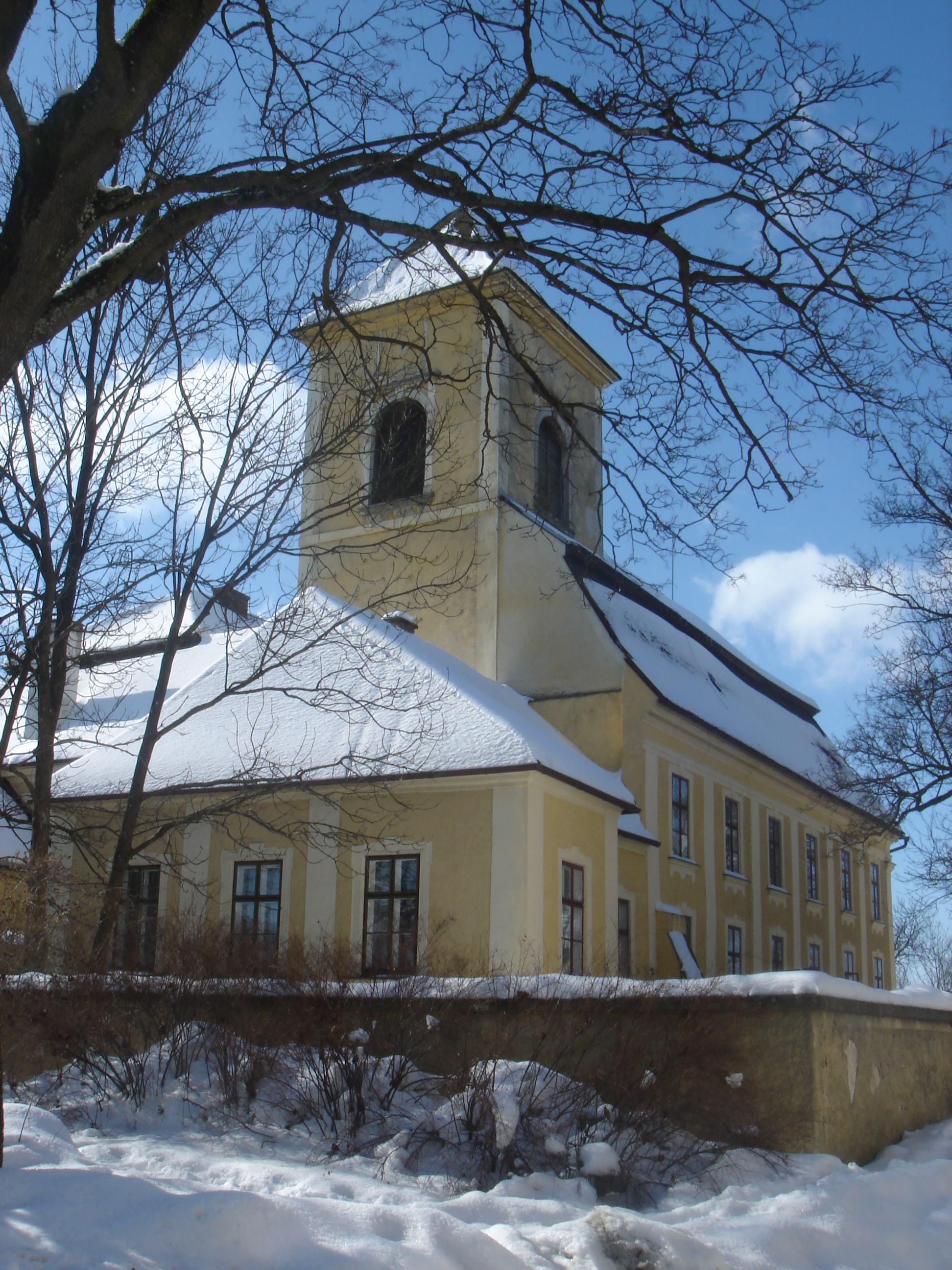
Schloss Kirchberg an der Wild

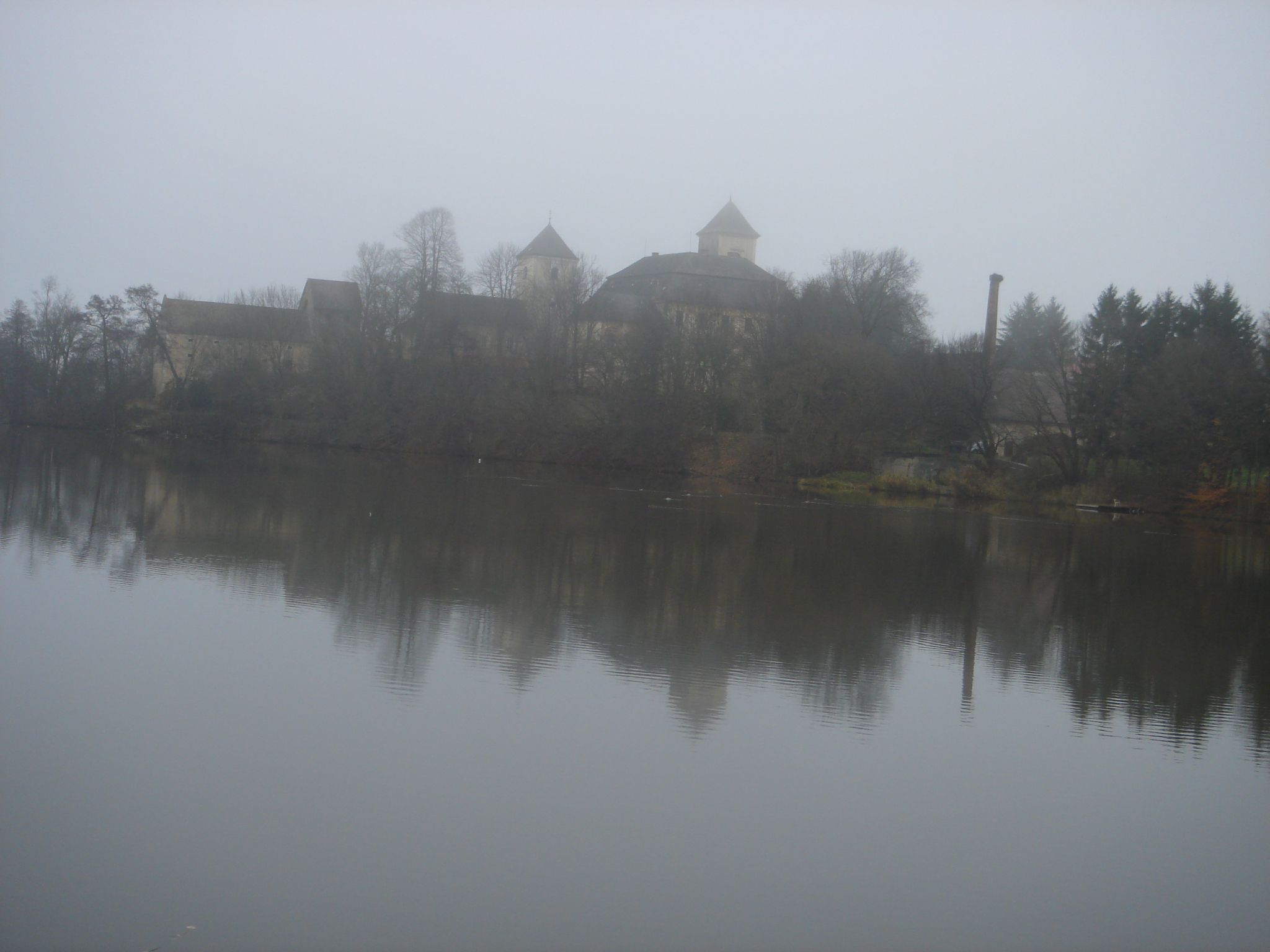
Kirche (linker Turm) und Schloss (rechts) in Kirchberg an der Wild an einem nebligen Herbsttag

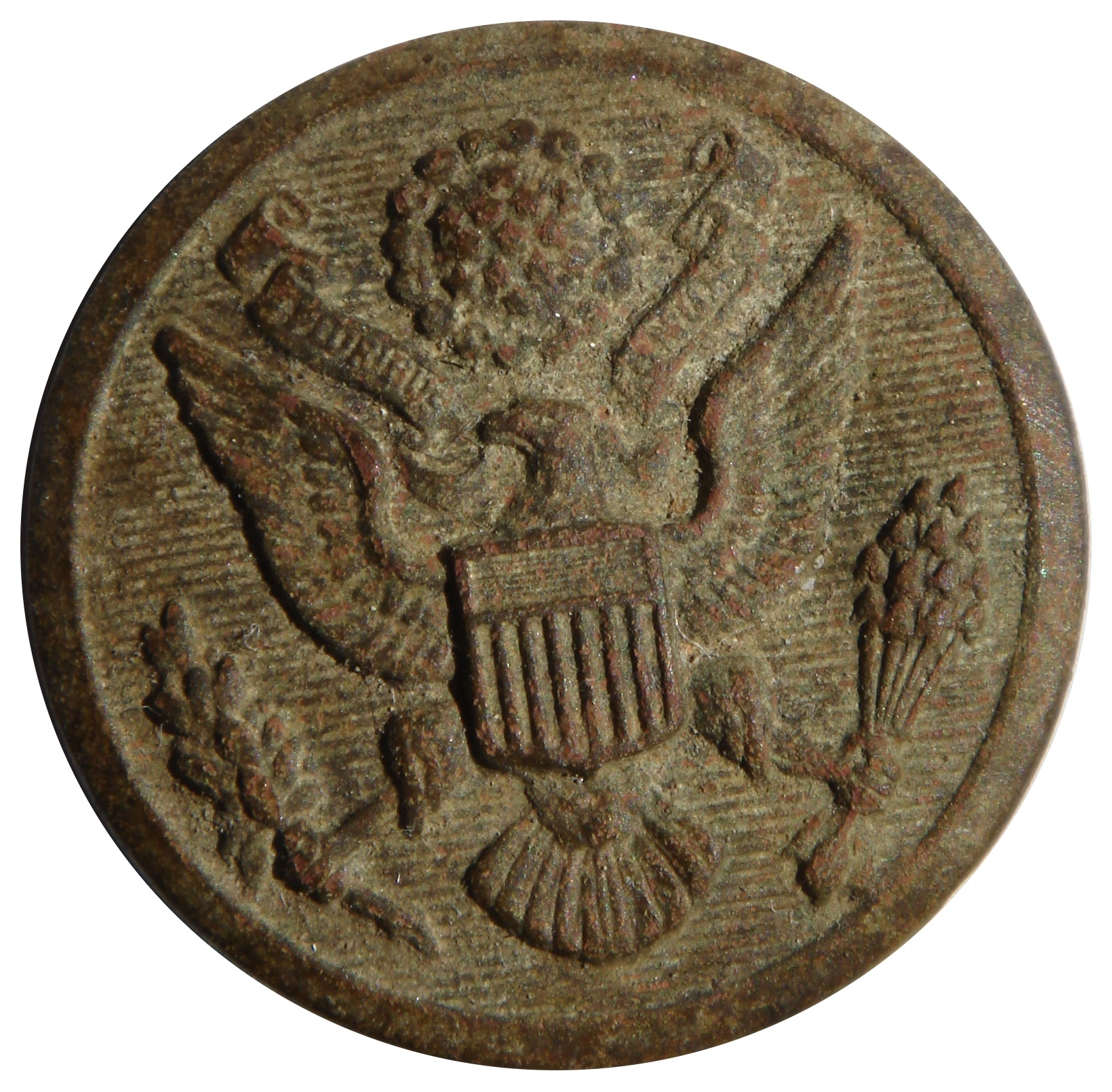
US-Army Uniformknopf aus dem Ersten Weltkrieg

Das Internierungslager Kirchberg bestand zwischen 1914 und 1916 im Schloss Kirchberg in Kirchberg an der Wild in Niederösterreich. es ein Internierungslager für Staatsbürger aus mit Österreich-Ungarn im Krieg befindlichen Staaten.
Das Kriegsüberwachungsamt erteilte am 9. Dezember 1914 der Niederösterreichischen Statthalterei die Weisung, entweder im Bezirk St. Pölten oder im Bezirk Waidhofen an der Thaya wegen Platzmangels in den bereits bestehenden Internierungslagern ein zusätzliches Lager zu errichten.
Drei Tage später erging ein Bericht an das Kriegsüberwachungsamt, dass im Bezirk Zwettl eine geeignete Unterbringungsmöglichkeit gefunden worden sei.
Am 15. Dezember 1914 wurde von der Bezirkshauptmannschaft Waidhofen an der Thaya in einem ebenfalls dem Grafen van der Straten gehörenden Schloss ein weiteres Internierungslager eingerichtet (siehe Internierungslager Karlstein an der Thaya).
Die ersten Insassen waren am 18. Dezember Engländer und Franzosen, die die Kaserne Freistadt in Oberösterreich (Mühlviertel) räumen mussten. Zu den Internierten im Lager Kirchberg an der Wild gehörte auch der Bruder von James Joyce, Stanislaus Joyce, der später ins Internierungslager Grossau verlegt wurde. Als Verwalter des Lagers in Kirchberg an der Wild wirkte der Priester und Historiker Alphons Žák.
Im Jänner 1915 erhielt das Lager, das für „bessere Internierte“ (höhere Beamte, Reserveoffiziere, Geistliche) geplant war, Besuch von der US-Botschaft in Wien, die damals als Vertretung eines (noch) neutralen Staates vor allem die Belange britischer Staatsbürger in Österreich-Ungarn vertrat.

Der Fund eines US-Uniformknopfes (Typ: WW1 US Army Tunic Button) auf einem nahen Privatgrundstück unterhalb des Schlosses, legt den Schluss Nahe, dass auch das US-Militär bei diesem Besuch anwesend war. US-Soldaten dürften jedoch nie in diesem Lager interniert gewesen sein, da die Vereinigten Staaten erst nach Auflösung des Lagers in den Krieg eintraten.
Am 17. Februar 1916 wurde die zum Schloss gehörende Landwirtschaft auf Kriegsdauer an das Flüchtlingslager Gmünd verpachtet. Um Platz zu schaffen für die Arbeitskräfte aus Gmünd, wurde am 8. März 1916 das Internierungslager Kirchberg an der Wild aufgelöst und die Insassen zum Teil ins Internierungslager Weikertschlag verlegt.